# Pascual Pery Junquera
Pascual Pery Junquera (Ferrol, La Corunya, 17 d'octubre de 1911 - Madrid, 20 de juny de 1989) va ser un militar espanyol, Ministre de Marina durant un breu període en 1977, abans de la celebració de les eleccions generals de juny d'aquest any.

## Biografia
Va ingressar a l'Escola Naval de Marín en 1927, participant en el bàndol franquista durant la Guerra Civil i amb destinació en al Creuer Canarias. Després va ocupar diverses destinacions al comandament de vaixells de l'Armada Espanyola i va ser professor d'artilleria en les Acadèmies militars. Com a militar, després d'aconseguir el grau d'almirall, va ocupar la destinació de Comandant general de la zona marítima de Canàries i subsecretari de la Marina Mercant.
Després de jubilar-se, va passar a ocupar un lloc en el Consell d'administració de la Companyia Transatlàntica Espanyola. A San Fernando (Cadis) té una avinguda amb el seu nom, ja que al comandament d'un grup de mariners evità que es produís una segona explosió de mines en 1947.
El govern d'Adolfo Suárez va haver de recórrer a ell, ja que cap almirall de l'Armada en actiu va acceptar substituir a l'almirall Gabriel Pita da Veiga com a Ministre de Marina d'Espanya, després de la seva dimissió provocada per la legalització del Partit Comunista d'Espanya en la Setmana Santa de 1977. Després de les eleccions, el ministeri va ser dissolt i integrat en el de Defensa, sent doncs el seu últim titular.